# Fudbalski savez Srbije
Fudbalski savez Srbije (cyr. Фудбалски савез Србије, FSS) – ogólnokrajowy związek sportowy (stowarzyszenie), działający na terenie Serbii, posiadający osobowość prawną, będący jedynym prawnym reprezentantem serbskiej piłki nożnej (jedenastoosobowej, halowej, plażowej zarówno mężczyzn, jak i kobiet we wszystkich kategoriach wiekowych) w kraju i zagranicą.
FSS zastąpił Jugosłowiański Związek Piłki Nożnej utworzony w roku 1919 w Zagrzebiu, oraz rozwiązany w roku 2006 Związek Piłki Nożnej Serbii i Czarnogóry. Dzieli się na 5 głównych regionalnych związków piłkarskich
- Fudbalski savez Vojvodine (serb. Фудбалски савез Војводине)
- Fudbalski savez Kosova i Metohije (alb. Federata e Futbollit e Kosovës, serb. Фудбалски савез Косова и Метохије)
- Fudbalski savez Regiona Istočne Srbije (serb. Фудбалски савез Региона Источне Србије)
- Fudbalski savez Regiona Zapadne Srbije (serb. Фудбалски савез Региона Западне Србије)
- Fudbalski savez Beograda (serb. Фудбалски савез Београда)
- 8 regionalnych Związków Piłki Nożnej
- 17 rejonowych Związków Piłki Nożnej
- 102 miejskie Związki Piłki Nożnej

## Selekcjonerzy reprezentacji narodowej
- Javier Clemente
- Radomir Antić